# おおたかの森東
おおたかの森東（おおたかのもりひがし）は、千葉県流山市にある町名。現行行政地名はおおたかの森東一丁目からおおたかの森東四丁目。

## 地理
流山市中部に位置する。つくばエクスプレス開業により、宅地開発が進み新町名として成立した。南をおおたかの森南、西をおおたかの森西、北をおおたかの森北と接する。

### 河川
- 大堀川

### 湖沼
- 大堀川防災調節池

## 歴史
- 2019年5月10日 - 「流山都市計画事業新市街地地区一体型特定土地区画整理事業」の換地処分を公告
- 2019年5月11日 - 上記に伴い町名および地番を変更し、大字おおたかの森東一丁目から四丁目を新設[4]

### 町名の変遷
| 実施後                   | 実施年月日    | 実施前（各大字・小字ともその一部）                               |
| ------------------------ | ------------- | ---------------------------------------------------------------- |
| 大字おおたかの森東一丁目 | 2019年5月11日 | 大字十太夫、東初石5丁目、西初石6丁目                             |
| 大字おおたかの森東二丁目 | 2019年5月11日 | 大字駒木字中溜上・上駒木、十太夫                                 |
| 大字おおたかの森東三丁目 | 2019年5月11日 | 大字駒木字中橋上・駒木橋上・堂台・中溜上、十太夫                 |
| 大字おおたかの森東四丁目 | 2019年5月11日 | 大字駒木字中橋上・堂台・中溜上、十太夫、東初石6丁目、西初石6丁目 |

## 世帯数と人口
2021年（令和3年）10月1日現在の世帯数と人口は以下の通りである。
| 丁目                 | 世帯数    | 人口    |
| -------------------- | --------- | ------- |
| おおたかの森東一丁目 | 1,172世帯 | 3,106人 |
| おおたかの森東二丁目 | 515世帯   | 1,157人 |
| おおたかの森東三丁目 | 430世帯   | 1,202人 |
| おおたかの森東四丁目 | 1,401世帯 | 3,641人 |
| 計                   | 3,518世帯 | 9,506人 |

## 小・中学校の学区
市立小・中学校に通う場合、学区は以下の通りとなる。
| 丁目                 | 番地            | 小学校                     | 中学校                     |
| -------------------- | --------------- | -------------------------- | -------------------------- |
| おおたかの森東一丁目 | 1番地 - 9番地   | 流山市立おおたかの森小学校 | 流山市立おおたかの森中学校 |
| おおたかの森東一丁目 | 10番地 - 12番地 | 流山市立小山小学校         | 流山市立おおたかの森中学校 |
| おおたかの森東二丁目 | 全域            | 流山市立小山小学校         | 流山市立おおたかの森中学校 |
| おおたかの森東三丁目 | 全域            | 流山市立小山小学校         | 流山市立おおたかの森中学校 |
| おおたかの森東四丁目 | 全域            | 流山市立小山小学校         | 流山市立おおたかの森中学校 |

## 交通

### 鉄道
- つくばエクスプレス 流山おおたかの森駅 (TX12)

### 道路
国道、県道は通っていない。

## 施設
- 流山おおたかの森駅 - おおたかの森西にまたがる。
- 流山市立小山小学校